# Teatre òptic

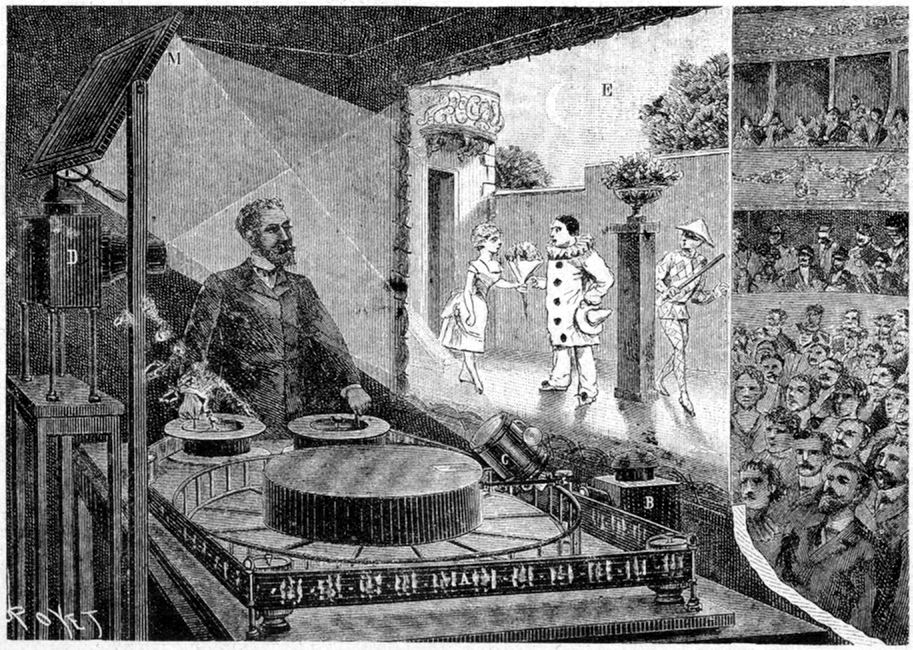
La primera representació pública al 1892. La imatge era projectada per darrere de la pantalla.

El teatre òptic va ser un dispositiu de tipus òptic pensat per projectar un espectacle de dibuixos animats. Charles-Émile Reynaud, inventor del praxinoscopi, va idear també d'aquest enginy l'any 1888. Però, no va ser fins quatre anys després, quan es va fer la primera representació d'imatges en públic, un espectacle anomenat Pantomimes Lumineuses. Aquesta representació va tenir lloc al Museu Grévin de París.
En l'actualitat podem veure un vídeo del Museu del Cinema de Girona que ens mostra molt bé com era aquest aparell i com funcionava.

## Funcionament
L'aparell utilitzava la combinació de dues llanternes màgiques, una que projectava el fons de l'escena i una altra llanterna màgica que projectava imatges en moviment pintades a mà, mitjançant miralls i lents, sobre centenars de plaques unides per una banda de tela perforada, la qual estava enrotllada en dues bobines que es movien manualment.

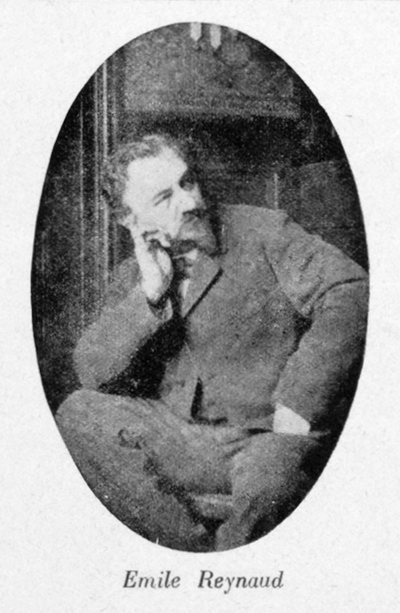
Retrat de Charles-Émile Reynaud, inventor del teatre òptic.

Émile Reynaud utilitzava una tira flexible de 70 mm d'ample que tenia plaques de goma laca, recobertes de gelatina per tal protegir-les. La vora de la tira estava reforçada amb bandes metàl·liques flexibles i protegides amb tires de tela; cal imaginar les dificultats que podria donar en cada obra, uns 10.000 passatges des de 1892 fins a 1900. Émile Reynaud utilitzà un suport verge fotosensible i pintà els seus personatges directament sobre el suport amb tintes transparents amb anilina (tècnica ja utilitzada a les plaques de vidre de les llanternes màgiques). Al voltant dels personatges, el suport es recobria amb tinta de color negre, ja que la llum no podia passar a través dels dibuixos. Les bandes tenien una perforació central entre cada dibuix amb la funció de conduir la pel·lícula. No obstant això, el mecanisme s'accionava mitjançant el cilindre del mirall a través d'unes espigues.
La pel·lícula (tira flexible formada per plaques) es col·locava dins d'una bobina disposada horitzontalment amb una maneta. Guiat per les perforacions centrals, la pel·lícula anava passant per davant de la llanterna màgica i fins a arribar a un cilindre giratori que contenia 36 miralls. El seu funcionament es basa en el procés de miralls giratoris, el que provoca el fenomen PHI. El fenomen PHI obtingut servia per prolongar l'aparença de la imatge virtual d'una imatge en miniatura i després passar ràpidament a la imatge de la placa següent. La llum reflectida per cada cilindre del mirall era desviada per un conjunt de miralls fins a la pantalla de projecció (per la part de darrere de la pantalla). La decoració (paisatge) posterior de la imatge era dissenyada sobre una altra placa de vidre, aquesta era projectada per una segona llanterna per evitar una repetició innecessària.
La pel·lícula era rebuda per una segona bobina. Per fer la projecció, l'operador havia de girar simultàniament les dues bobines, i circulaven a 15 imatges per segon més o menys.

## Història

Cartell de totes les sessions de "Pantomimes Lumineuses".

Amb la projecció del 1892 feta amb el teatre òptic, es varen crear les primeres imatges en moviment a la pantalla gran, abans que els germans Lumière fessin la primera projecció. A més a més, les projeccions d'Émile Reynaud es poden considerar animació i les Pantomimes Lumineuses varen ser les primeres pel·lícules d'animació de la història.
Reynaud presenta la patent del teatre òptic l'1 de desembre 1888 i diferència el teatre òptic d'altres joguines òptiques (Fenaquistoscopi, Zoòtrop, Praxinoscopi, Zoopraxiscopi) d'aquesta manera: "El dispositiu està dissenyat per aconseguir la il·lusió de moviment, no es limita a la repetició de les mateixes posicions de l'instrument, sinó que, per contra, una varietat i una durada indefinida produeixen veritables escenes reals d'animació amb un desenvolupament il·limitat". Amb la iniciativa del Museu Grévin de París, Émile Reynaud es va reunir amb Gaston Paulin, al qual va encomanar la composició de les partitures originals de cadascuna de les Pantomimes Lumineuses, varen ser les primeres bandes sonores del cinema.
Tres anys abans de l'invent del cinematògraf, doncs, Reynaud ja projectava en públic històries amb dibuixos animats. No obstant això, com tants d'altres inventors i autors de l'anomenat precinema, va acabar arruïnat i en l'oblit. Un dels inconvenients del seu invent era la mida de la pel·lícula, era impossible fer còpies de les Pantomimes Lumineuses. D'altra banda, un altre motiu del fracàs del teatre òptic fou que, al tractar-se d'un sistema totalment mecànic (depenia d'un operador), i afegint-hi el gran èxit que tenia en aquell moment (es van arribar a fer set projeccions diaries), Reyanud no tenia temps per dedicar a la innovació de la seva invenció. Així, a poc a poc, altres aparells de l'època anaren superant al teatre òptic.
Se sap que el 1913 va llençar al Sena el seu tercer i últim exemplar de teatre òptic. Curiosament, dies més tard, l'inventor i productor cinematogràfic francès Léon Gaumont (1863-1946) el visitava amb la idea de comprar-li l'enginy per tal de poder-lo deixar en donació al Conservatoire des Arts et Métiers.
Amb motiu del centenari del Teatre òptic l'any 1992 es van restaurar dues bandes: Autour d'une cabine i Pauvre Pierrot!

## Pantomimes Lumineuses

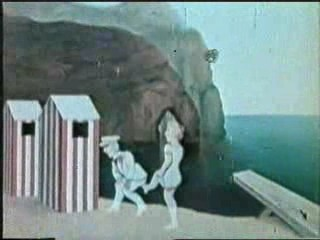
Imatge de "Autoir d'une Cabine" de 1895.

Pantomimes Lumineuses és el nom que rebien les representacions que Charles-Émile Reynaud projectava amb el teatre òptic. Aquestes, conformaven un cúmul d'espectacles similars als actuals dibuixos animats d'una durada d'entre 1:30 i 5 minuts. Tenien un acompanyament musical compost i tocat per Gaston Paulin, que tocava el piano en directe. Reynaud era també el dibuixant de les figures que es veien projectades així com l'operador del teatre òptic. La primera de les projeccions es va fer l'any 1892 al Museu Grévin de París, on va presentar els seus espectacles dos cops al dia fins a l'any 1898.
Segons l'entreteniment del públic, la durada es podia duplicar o triplicar per la capacitat de l'operador per realitzar moviments lents o accelerats amb les bobines. Una barreja de programa gravat i entreteniment en viu.
El primer programa va presentar tres espectacles, en un ordre invers a la seva producció: primer, Pauvre Pierrot! (1891), amb una durada de 36 metres i 500 imatges, on el protagonista es disputava l'amor de Colombine davant d'Arlequine; després, Clown et ses chiens (1890), de 22 metres i 300 imatges, on un pallasso realitzava amb els seus gossos diversos números de circ; i, finalment, Un bon bock (1889), de 50 metres i 700 imatges, on un home descarat que entrava en un bar veia desaparèixer la cervesa del seu got davant de determinats fets.
Posteriorment va crear altres espectacles, d'entre els quals van destacar títols com Autour d'une cabine (1893), de 45 metres i 636 imatges, on una banyista es veia assetjada per un desvergonyit en presència del seu marit, i Un rêve au coin du feu (1894), de 29 metres amb 400 imatges, on per primer cop en una pel·lícula es feia ús del flashback narratiu en el moment en què les flames d'una llar de foc rememoraven el passat del protagonista.
| Any  | Pel·lícula             |
| ---- | ---------------------- |
| 1892 | Pauvre Pierrot!        |
| 1892 | Un bon bock            |
| 1892 | Clown et ses chiens    |
| 1894 | Un Rêve au coin du feu |
| 1895 | Autour d'une cabine    |
| 1896 | Guillaume Tell         |
| 1897 | Le Premier cigare      |

### Pauvre Pierrot!

Extracte "Pauvre Pierrot!" de 1892.

Pobre Pierrot! (títol original en francès "Pauvre Pierrot!") és un film d'animació de 36 metres de llargada creat per Émile Reynaud l'any 1891. Aquesta obra es va projectar ininterrompudament entre el novembre de 1892 i el febrer de 1894 al Museu Grévin de París. La temàtica de la pel·lícula està basada en la commedia dell'arte italiana, la protagonitzen tres personatges: Arlequí, Colombina i Pierrot. Els dos personatges masculins pugnen per l'amor de Colombina, que, després de conversar-hi, opta per quedar-se amb Arlequí. El nom de l'obra, doncs, fa referència a la tragèdia de desamor que viu Pierrot.
Atès que es tractava d'una manipulació manual, en funció de la velocitat de l'operador la durada de la representació podia variar. L'adaptació digitalitzada de Pauvre Pierot! dura 4:58 minuts. La pel·lícula original va ser entregada definitivament l'any 1928 al Conservatoire National des Arts et Métiers (CNAM).

### Autour d'une cabine[10]
Entorn d'una caseta de bany (originalment Autour d'une cabine, en francès) és el títol que rep una cinta de dibuixos animats d'Émile Reynaud. Va ser pintada l'any 1893 i es va representar al Museu Grévin ininterrompudament entre el desembre de 1894 i el març de 1900. És un film més elaborat que aquells que el precedien: l'encetava un pròleg i efectes de so que Reynaud incorporava amb una pista electrònica sincronitzada a la mateixa cinta. El tema de la pel·lícula se centra al voltant dels banyistes de la platja, fent servir el tòpic del paisatge idíl·lic. Un dels personatges espia una dona que està posant-se el banyador al canviador, fins que arriba el marit d'aquesta i li clava una puntada de peu a l'espieta. Un cop conclosa la disputa, la parella entra al mar a banyar-se.
Una part de la cinta va ser donada a la Cinemateca de Praga l'any 1926 i la resta es va vendre, per la famíllia de Reynaud, a la Cinemathèque Francaise l'any 1948.